# Chlorocypha helenae
Chlorocypha helenae là loài chuồn chuồn trong họ Chlorocyphidae. Loài này được Legrand mô tả khoa học đầu tiên năm 1984.